# Seznam nemških rokometašev
Seznam nemških rokometašev.

## A
- Herwig Ahrendsen
- Anja Althaus

## B
- Willy Bandholz
- Wilhelm Baumann
- Maren Baumbach
- Markus Baur
- Helmut Berthold
- Johannes Bitter
- Fabian Böhm
- Marielle Bohm
- Günter Böttcher
- Heiner Brand
- Helmut Braselmann
- Wolfgang Braun
- Wilhelm Brinkmann

## C
- Sven-Sören Christophersen

## D
- Georg Dascher
- Joachim Deckarm
- Kurt Dossin
- Mark Dragunski
- Paul Drux

## E
- Arno Ehret

## F
- Jochen Feldhoff
- Diethard Finkelmann
- Christian Fitzek
- Jochen Fraatz
- Henning Fritz
- Fritz Fromm

## G
- Uwe Gensheimer
- Alexandra Gräfer
- Patrick Groetzki

## H
- Kai Häfner
- Hermann Hansen
- Thomas Happe
- Stefan Hecker
- Silvio Heinevetter
- Pascal Hens
- Erich Herrmann
- Manfred Hofmann
- Claus Hormel

## I
- Jan-Olaf Immel

## J
- Torsten Jansen
- Hans-Georg Jaunich
- Grit Jurack

## K
- Horst Käsler
- Klaus Kater
- Lars Kaufmann
- Florian Kehrmann
- Heinrich Keimig
- Hans Keiter
- Bernhard Kempa
- Dominik Klein
- Alfred Klingler
- Kurt Klühspies
- Arthur Knautz
- Stefan Kneer
- Michael Kraus
- Stefan Kretzschmar
- Karl Kreutzberg

## L
- Klaus Lange
- Finn Lemke
- Carsten Lichtlein
- Herbert Lübking

## M
- László Marosi
- Arnulf Meffle
- Silke Meier
- Michael Müller
- Wilhelm Müller
- Matthias Musche

## N
- Rüdiger Neitzel

## O
- Günther Ortmann

## P
- Michael Paul
- Hendrik Pekeler
- Klaus-Dieter Petersen
- Sebastian Preiß

## R
- Christian Ramota
- Rudolf Rauer
- Dirk Rauin
- Siegfried Roch
- Oliver Roggisch
- Christian Rose
- Michael Roth
- Ulrich Roth

## S
- Erik Schmidt
- Hansi Schmidt
- Wieland Schmidt
- Jens Schöngarth
- Stefan Schröder
- Martin Schwalb
- Christian Schwarzer
- Hinrich Schwenker
- Uwe Schwenker
- Johannes Sellin
- Fritz Spengler
- Horst Spengler
- Thomas Springel
- Rudolf Stahl
- Dagmar Stelberg
- Daniel Stephan
- Martin Strobel

## T
- Hans Theilig
- Andreas Thiel

## W
- Frank-Michael Wahl
- Lars-Henrik Walther
- Herbert Wehnert
- Steffen Weinhold
- Klaus Westebbe
- Patrick Wiencek
- Andreas Wolff
- Klaus Wöller
- Erhard Wunderlich

## Z
- Christian Zeitz
- Volker Zerbe